# 後醍醐天皇宸翰天長印信（蠟牋）
『後醍醐天皇宸翰天長印信（蠟牋）』（ごだいごてんのうしんかんてんちょういんじんろうせん）は、南北朝時代、後醍醐天皇が筆写し、その護持僧の文観房弘真が料紙装飾・奥書した、真言宗文書・書作品・密教美術。通称は『天長印信』（てんちょういんじん）。国宝。醍醐寺蔵。宸翰とは天皇の直筆文を指し、書作品としても優れたものが多いことから、「書の王者」とも呼ばれる。本作品は、それらに冠たる荘厳な書蹟と評される。特に、和様（日本独自の書風）に中国の禅林墨跡の書風を交えた宸翰様（しんかんよう）と呼ばれる書風の代表例である。また、蠟牋（文様が磨き出された紙）と金泥による料紙装飾も名高い。崩御2か月前の作のため史料としても重要。

## 概要
本来の『天長印信』とは、天長3年（826年）3月5日に弘法大師空海が高弟の真雅に授けたと伝わる印信（いんじん、奥義伝授の証明書）のことである。現代の研究ではこの印信は偽書とされるが、南北朝時代には空海の真書と広く信じられており、醍醐寺座主（真言宗醍醐派の長）かつ三宝院流（醍醐派の最有力法流）正嫡のみが相伝できる至宝だった。座主ではあるが報恩院流の文観は原本を相伝できなかったので、主君である後醍醐天皇に写しの製作を依頼し、醍醐寺の新たな至宝としたのが本作品である。後醍醐による本文は延元4年/暦応2年6月15日（1339年7月22日）成立で、翌6月16日（西暦7月23日）に文観が奥書を付し完成した。ただし、同月25日・26日にも奥書に追記が加えられている。原本や古い副本は散逸したため、『天長印信』は本作品のみが残った。大正3年（1914年）4月17日、重要文化財指定。昭和26年（1951年）6月9日、国宝指定。
印信の内容は真言宗の経典『瑜祇経』の真髄を説くものとなっており、同じく『瑜祇経』に由来する愛染明王に帰依した後醍醐の意に通じるものとなっている。「宸翰」（しんかん）とは天皇の直筆文を指し、歴代天皇は能筆家が多いことから「書の王者」とも言われる。特に、皇統が大覚寺統と持明院統の二つに分裂した時期前後の宸翰の書風を、「宸翰様」（しんかんよう）と呼び、禅僧の墨跡の影響が見られ、両統の諸帝が切磋琢磨したため高度な技術を有した。大覚寺統の後醍醐天皇は、持明院統の伏見天皇と共に宸翰様を代表する歴朝最高の能書帝の一人とされる。本作品は崩御二ヶ月前という時期にもかかわらず、「覇気横溢」（はきおういつ）と称される書風はいささかも衰えず、全盛期の荘厳さ・雄壮さがそのまま表現されていると評される。また、特に本作品の筆致に関しては、空海への深い敬慕から、「三筆」の一人に数えられる能書家としての空海（大師流）からの影響が見られるとも言う。
また、本作品は料紙装飾も密教美術として評価が高い。文観は後醍醐の仏教政策上の第一の側近であっただけではなく、中世の代表的な画僧の一人でもあり、後醍醐・後村上朝の様々な仏教美術作品を監修した。本作品の国宝指定名称に含まれる蠟牋（ろうせん）、あるいは蝋箋とは、版木で文様を磨き出された紙のことで、本作品には中央に有翼の仙人の図像がある。さらに、金泥で左右に龍文様（皇帝の象徴）が描かれ、四方に宝珠文様（仏教の福徳および文観自身の象徴）が張り巡らされている。また、舶来の竹紙製の蝋箋が用いられていることから、紙史研究上も注目される資料である。本場中国の宮廷・官庁では、竹紙は保存性の低さから中下級に分類される用紙だったのが、日本では装飾性・希少性の高さから最上級の料紙として用いられるという逆転現象が起きたが、本作品はその代表例である。
崩御2か月前という時期に、南朝の元首とその腹心によって書かれたものであるため、美術作品としてだけではなく、中世政治史における史料としても貴重である。第一に、当時少なくとも真言密教界の一部で、後醍醐天皇が空海の再来と見なされていたことがうかがえる。これには、後醍醐の側から王権強化を図ったという説と、真言僧の側から後醍醐との関係強化を望んだという説がある。第二に、醍醐寺座主や、かつて後醍醐父の後宇多天皇が新設した「東寺座主」（当時の真言宗の事実上の盟主）に、文観が補任されたと書かれている。ここから、天皇と同様に醍醐寺・東寺も南北両朝それぞれ独自に長がいたことや、後醍醐の宗教政策は特異なものではなく父の路線を継承するものだったことが推測される。第三に、『天長印信』原本を含む醍醐寺の秘宝をたびたび文観は借り受け、京都と吉野を往復している。しかし、足利尊氏の護持僧で北朝側の醍醐寺座主だった賢俊と揉めた形跡が見られない。この他いくつかの同時代史料からも考えれば、文観と賢俊が激しい派閥抗争をしたという通説に反し、実際は両者の関係は険悪なものではなく、醍醐寺として南北どちらが勝利しても良いように二人で巧みな対応を取っていたのではないかという主張もある。

## 作者

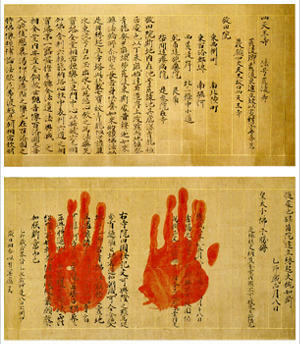
後醍醐天皇筆『四天王寺縁起〈根本本／後醍醐天皇宸翰本〉』（国宝、四天王寺蔵）

天皇の直筆文を宸翰（しんかん）と言うが、歴代天皇には、空海・橘逸勢と共に三筆に数えられる平安時代初期の嵯峨天皇や、伏見院流の祖である鎌倉時代の伏見天皇など、能書家も多い。そのため、宸翰は王者の書にして「書の王者」と称される。後醍醐天皇もまた代表的な能書帝の一人であり、本作品を含め3点の書作品が国宝に指定されている。後醍醐前後の諸帝の書風のことを特に宸翰様（しんかんよう）と呼び、伏見と共にその筆頭とされるのが後醍醐である。宸翰様の特徴は、中国の宋風・禅風の書法を、和様に持ち込んだことであり、皇統が後醍醐ら大覚寺統と伏見ら持明院統に分かれた時期のため、両統の諸帝は競うように切磋琢磨した。
好敵手の伏見の書風が「変幻自在」と評されるのに対し、後醍醐の書風は「覇気横溢」（はきおういつ）と帝王たる威風を示すものと評される。後醍醐の書には「宋の四大家」の一人黄庭堅の書風を好んだ臨済宗の宗峰妙超（大燈国師）の墨跡からの影響が見られるという。なお、古筆学研究者の小松茂美によれば、「宸翰」という言葉自体が、後醍醐天皇が用いた例が日本で二番目に古いという（最古は8世紀の漢詩集『懐風藻』）。
真言律宗・真言宗醍醐派の僧侶の文観房弘真（もんかんぼうこうしん）は、後醍醐天皇に伝法灌頂（でんぼうかんじょう、阿闍梨（師僧）の資格を与える儀式）等を授け、醍醐寺座主・東寺一長者・法務・大僧正等を歴任した仏教面での最大の側近。その一方で、西大寺流美術を学んだ中世の代表的な画僧の一人でもあり、自身で絵筆を握った作例として『絹本著色五字文殊像』（重要文化財、奈良国立博物館蔵）などがある。後醍醐・後村上朝での様々な仏教美術作品を監修し、衆生救済を表す『木造文殊菩薩騎獅像（本堂安置）』（重要文化財、般若寺本尊）の発願や、後醍醐の遺影である『絹本著色後醍醐天皇御像』（重要文化財、清浄光寺蔵）の開眼などがあり、本作品も代表例の一つである。

## 来歴・奥書

### 近代まで

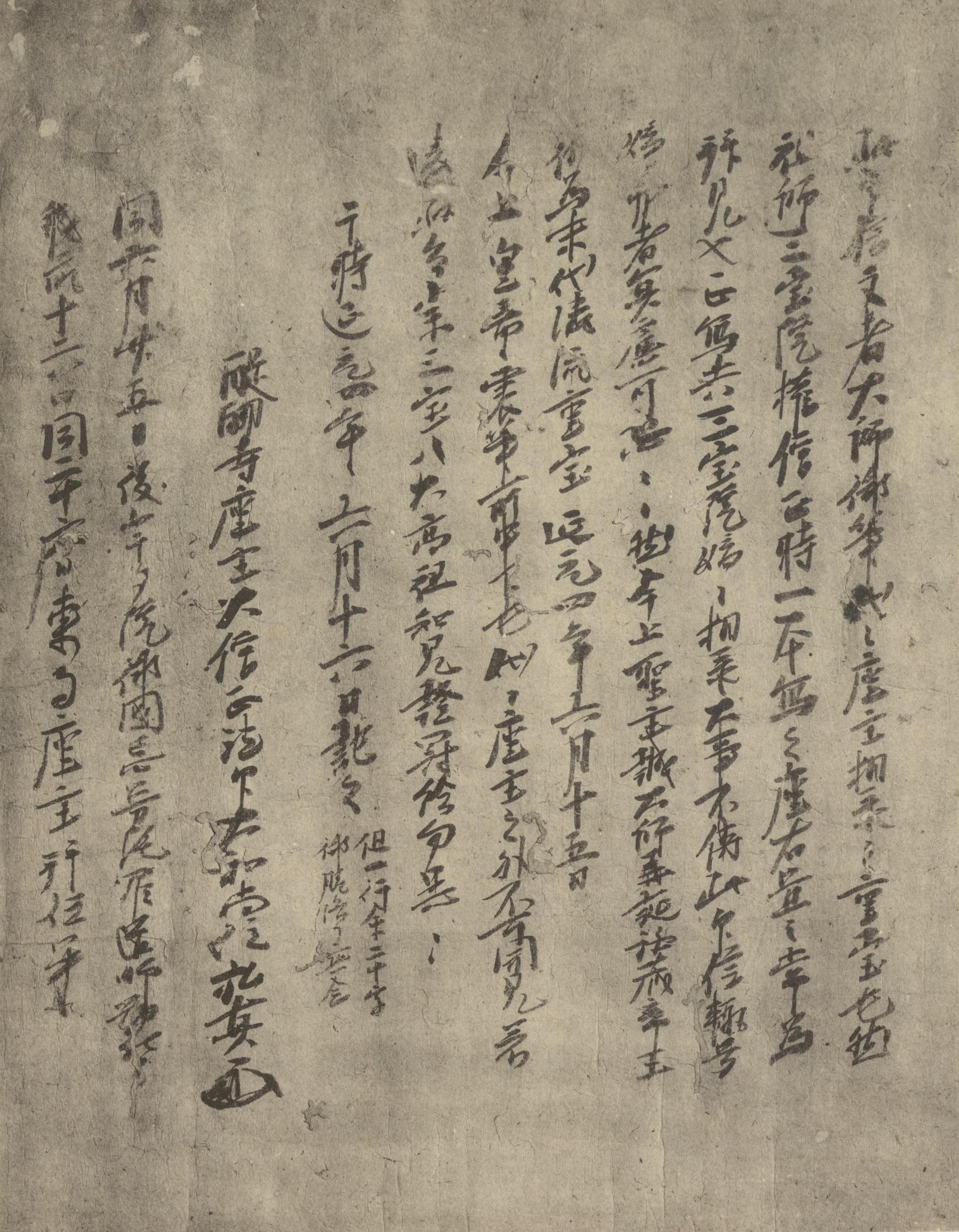
文観房弘真による奥書

本来の『天長印信』（てんちょういんじん）とは、天長3年（826年）3月5日に、真言宗開祖の弘法大師空海が、高弟の真雅に授けたと伝えられる印信（師が弟子に秘法を伝授したことを証明する文書）のことで、「天長之大事」と評されるほどの真言密教の最秘の宝物である。類似の文書に『弘法大師二十五箇条御遺告』があるが、そちらは6人の弟子に与えられたのに対し、こちらは真雅ただ1人のみが伝授されたので、より価値があると見なされたと考えられる。真雅から真言宗醍醐派祖の聖宝（しょうぼう）の手に渡り、以降、歴代醍醐寺座主のみが相伝を許された重宝だった。
三宝院勝覚（1057年 - 1129年）が座主の代に、定海が副本として写しを作成、勝覚はこれを座右の奥義書とし、その後は正副ともに三宝院が所蔵してきたという。以降、この印信を相承することが三宝院嫡流の証とされた。
とは言うものの、古文書研究者の湯山賢一によれば、印信の歴史を考えれば偽書であることは明白であるという。実際、室町時代の『世流布謀書事』（『醍醐寺文書』301函）に『天長印信』が記載されており、後醍醐・文観より少し後の時代には、醍醐寺内ですら謀書（偽書）として扱われていた。
経緯を後醍醐天皇の代に戻すと、文観房弘真による本作品への奥書には以下のように書かれている。
解説すると以下のようになる。文観は本作品制作当時（南朝側の）醍醐寺座主ではあるものの、三宝院の法流の傍系で憲深に始まる報恩院の法流だった。この印信の正本を伝授されなかった文観は、後醍醐天皇を空海の再来と見なし、自身の法流末代の重宝とするために、後醍醐に依頼して、延元4年/暦応2年6月15日（1339年7月22日）に印信を写して貰い、本作品を制作したのだという。また、本作品を醍醐寺座主以外が閲覧することは許されず、この掟を破った者には、真言八祖の罰が下るという。以上の奥書が、翌6月16日（西暦7月23日）に文観によって付された。その後、同月25日・26日にも後宇多天皇（後醍醐父）供養や文観の（南朝）東寺座主補任等の小記が加えられている。
なお、後醍醐天皇は一行余り二十字を写し忘れてしまったが、真言密教上の後醍醐の師である文観といえども天皇に書き直しの注文はできなかったようで、そのことを奥書の割注で「無念無念」と書いている。
仏教美術史研究者の内田啓一は、南朝の長である後醍醐天皇本人が北朝の治める京都の醍醐寺に赴くことは考えにくく、文観が醍醐寺から原本を借りてきて、吉野で後醍醐に写して貰い、再び醍醐寺に戻って、本作品を納めたという経緯ではないかと推測している。
『天長印信』はその後、伝・空海の正本も、伝・勝覚の代の副本も散逸し、結局本作品のみが醍醐寺に残った。

### 近代以降
大正3年（1914年）4月17日、『官報』第513号の文部省告示第86号により、
```
蠟牋墨書後醍醐天皇宸翰天長印信
　　　　　　延元四年六月弘眞ノ跋アリ
```

の指定名称で、当時の国宝（乙種・筆蹟）、後の重要文化財に指定された。所有者は三宝院（京都府宇治郡醍醐村）。
昭和26年（1951年）6月9日付で、昭和27年（1952年）1月12日の『官報』第7502号の文化財保護委員会告示第2号により、
```
後醍醐天皇宸翰天長印信（蠟牋）
　　延元四年六月十六日弘真跋
```

の指定名称で、国宝（書跡の部）に指定された。官報告示の所有者表記は「三宝院」、住所表記は「京都府京都市伏見区醍醐東大路町」。

## 本文

### 内容
彩箋墨書。縦33.3センチメートル、長さ93.0センチメートル。#来歴・奥書でも述べたように、伝・空海筆の『天長印信』原本（散逸）からは一行余り二十字の脱落がある。
以下の翻刻は、漢字部分は基本的に京都国立博物館編『宸翰 天皇の書―御手が織りなす至高の美―』（2012年、羽田聡解説）を参考にし、大きく違う部分には注釈を付した。悉曇文字（いわゆる梵字）は基本的に内田啓一のカナ転写を参考にし、ラテン文字で表記した。〈／〉は割注を示す。
本文中には悉曇文字で二種の真言（仏法を表す呪文）が書かれているが、これらは『瑜祇経』（ゆぎきょう）の大事（真髄）である。後醍醐天皇が悉曇文字を揮毫するのは非常に珍しい。後醍醐天皇は愛染明王に帰依し、また、「瑜祇灌頂」（ゆぎかんじょう）という密教儀式を受けたが、愛染明王も瑜祇灌頂も本作品と同様に『瑜祇経』を典拠とする。仏教美術史研究者の内田啓一は、本作品からも後醍醐の『瑜祇経』好きが感じられるとしている。
なお、吉水神社に後醍醐天皇宸筆と伝えられる両界種字曼荼羅（死者への追善として作られる仏教美術作品）があり、内田は本作品の悉曇文字の筆跡と比べることで、曼荼羅中の種子（しゅじ、悉曇文字による仏教諸尊のシンボル）については実際に後醍醐の直筆であろうと判定している。同曼荼羅の下絵は文観によると思われ、本作品と同じ二人の作者による合作になっている。

### 筆法・評価
書は、かなり濃く磨られた墨によって揮毫されている。書体は行書的な要素も部分的にはあるものの、全体的に謹直な筆の運びとなっており、どちらかといえば楷書的傾向が強い。
崩御二ヶ月前の作であるにもかかわらず、書道史研究者の丸山猶計によれば、その筆勢に気力の衰えは感じられないという。美術史・古文書研究者の羽田聡も、崩御直前にもかかわらず「これだけ力強く荘厳な筆跡は、強靭な精神の表れである」と評し、加えて、空海に対する強い追慕の念を指摘する。古文書研究者の湯山賢一も同様に、崩御直前の最晩年に至っても意気の衰えのない「雄渾な筆遣いを伝えて著名」としている。
また、空海を淵源とする書風である大師流からの影響も指摘されている。例えば、戦前の文部省編纂『日本国宝全集』第43巻（1930年）では、一般に後醍醐天皇の書はきわめて雄渾な筆致のものが多いが、それらと比べれば本作品はやや枯淡であると評されており、原本の伝・空海の筆致に寄せたものではないかという。羽田も、しっかりと一つ一つの字を揮毫した楷書的な点画からは、父帝の後宇多の『後宇多天皇宸翰施入状』（国宝、神護寺蔵）と同様に、大師流からの影響が見られると評している。

## 料紙装飾

### 美術史的価値
本作品は、書だけではなく、料紙装飾も美術史的に注目される。この料紙装飾が後醍醐天皇と文観房弘真のどちらの創意によるものかについては、仏教美術史研究者の内田啓一は、文観の師である道順に帰依した後宇多天皇（後醍醐父）の仏教書『灌頂私注』上下二巻にも蝋箋料紙が用いられていることを指摘し、装飾事相書というべきものが当時あったのかもしれないとし（事相書とは真言密教の実践書）、朝廷文化ではなく密教美術の系譜に連なるものとしている。
本作品の国宝指定名称に含まれている蠟牋、あるいは蝋箋（ろうせん）とは、中国語の砑花紙（がかし）のことで、版木を用いて文様を磨き出した紙のことを指す。本作品では、中国から舶来した蝋箋が用いられており、茶染の竹紙の中央に、雲の中を飛ぶ有翼の仙人が磨き出されている。
さらに、蝋箋の左右には、金泥（きんでい/こんでい、金粉を膠で溶かした顔料）で龍文様が表され、四周には珠を連ねた文様が巡らされている。龍は天子の象徴。宝珠は仏教では福徳を表し、文殊菩薩との関わりが強く、文殊を強く信仰した文観の美術作品にはよく現れる。また、弟子が著した『瑜伽伝灯鈔』（正平20年/貞治4年（1365年））が主張する文観上人伝説は、文観自身が観音菩薩の宝珠の化身として生まれたと伝承する。「文観」の房号は「文」殊・「観」音から来ているというのが通説である。
舶来の蝋箋を用いた著名な墨蹟としては、栄西『誓願寺盂蘭盆会起』（国宝、誓願寺蔵）、俊芿『泉涌寺勧縁疏』（国宝、泉涌寺蔵）、道元『普勧坐禅儀』（国宝、永平寺蔵）、虎関師錬『花屋号』（三井記念美術館蔵）、雪村友梅『梅花詩』（重要文化財、北方文化博物館蔵）などがある。いずれも基本的に入宋・入元の経験がある僧が用いている。内田は、後醍醐・文観がどのようにして蝋箋を獲得したか入手経路も興味深いとしている。

### 紙史的価値
本作品の料紙は、紙史研究上でも興味深い例である。
中国の竹紙は、宋代（960年 - 1279年）に出版業が盛んになったことに伴い、竹の産地である福建で多く作られた。しかし、竹紙の製造には高度な技術を要することから初期は粗悪なものが多く、長期保存に向かないとして宋代には公文書での使用は疎んじられた。その後の技術向上により、明代（1368年 - 1644年）後期に入って、ようやく皇帝下達文書以外の官文書に広く用いられるようになった。しかし、一部に高級紙として扱われた竹紙は無い訳ではないものの、通常の竹紙は大量生産の粗悪品と見なされ、紙類の中では最も劣ったものであると考えられていた。清代（1644年 - 1912年）の中国には普通紙程度の地位にはなったが、最後まで楮紙の評価を越えることはなかった。
ところが、日本では、舶来品を珍重する傾向から、楮紙よりも竹紙が高級紙として扱われるという地位の逆転が起きた。その代表例の一つが本作品である。竹紙は、当時の中華皇帝からすれば周辺国に輸出しても問題ない程度の格式の紙だったのだが、日本では製造技術がなく、また文様の透かしが入れられた装飾性の高い加工紙という点で、稀少価値が高かったのである。この価値観は近世にも引き継がれた。李氏朝鮮の真正の国書は楮紙に書かれたにもかかわらず、日本では舶来品といえば竹紙という先入観があったことから、対馬藩が偽造した朝鮮国書は竹紙で（もしくは竹紙と楮紙の貼り合わせで）作られた。

## 政治史との関わり

### 後醍醐空海再来説

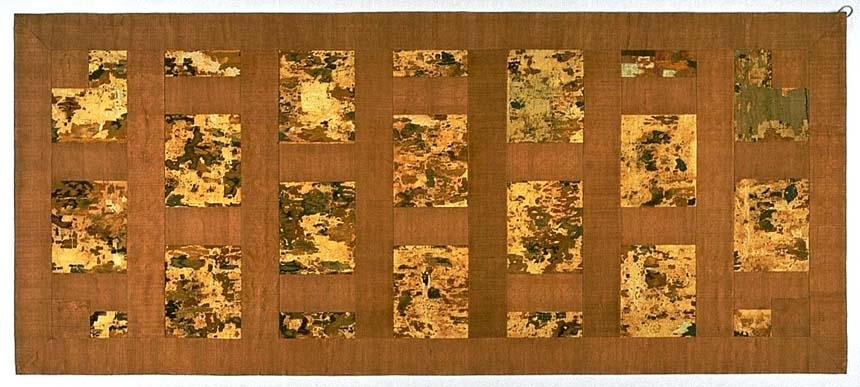
空海の袈裟と伝えられる「犍陀穀糸袈裟」（8世紀、国宝、東寺蔵）。本来は東寺長者のみ相伝を許されるが、例外的に後醍醐天皇が着用したことがある。

本作品は、後醍醐天皇崩御二ヶ月という南北朝時代で最も重要な時期の一つに作成されたものであるため、当時の政治をうかがえる史料としても貴重である。
まず第一に、文観房弘真の奥書が、「今上聖主（後醍醐天皇）は誠に大師の再誕」と、後醍醐を弘法大師空海の再来として扱っている点が重要である。仏教史研究者の坂口太郎の指摘によって、建武元年（1334年）の東寺塔供養表白で、東寺長者の道意が、本作品と同様に後醍醐を空海の再来と扱っていることが判明している。したがって、この一文は文観一人のお世辞ではなく、少なくとも真言密教界の一部で後醍醐天皇を空海再来と見なす傾向があったのは確かである。
後醍醐天皇は他にも空海の袈裟と伝わる「犍陀穀糸袈裟」（けんだこくしけさ、国宝、東寺蔵）を灌頂で使用するなど、空海ゆかりの秘宝を集めたり、その事跡を辿ったりするなどをして自らの聖性を高める努力をしている。本作品についても、原本の『天長印長』は、本来は醍醐寺座主以外は天皇であってさえも見てはならないはずが、後醍醐は空海の再来だから可能であり、しかも空海の聖性を写すことも可能であるという論理である。仏教美術研究者の内田啓一の主張によれば、ここまでくると、後醍醐は、密教界では「治天の君」というよりも、「真言密教の君」と見なされていたかのようにも思えるほどであるという。
この後醍醐神格化については、21世紀初頭時点で、後醍醐天皇の側から働きかけたという説と、それとは逆に密教僧の側から働きかけたという説の両説がある。
内田によれば、二つの皇統が並立した両統迭立・南北朝の内乱という状況の中で、後醍醐は仏教勢力を掌握するために、真言密教界においても自らの王権を確立する必要があった。そのため、父である後宇多天皇が敷いてきた積極的な密教政策に則り、空海という超越的存在に重ね合わせることで聖性・王権の強化を図ったのではないかという。坂口も同様に、宗教的な王権の強化という説を唱えた。
その一方、仏教史研究者の大塚紀弘は、後醍醐天皇が重宝を召し上げた寺社は、基本的に後醍醐とは既に良好な関係に有ることを指摘し、後醍醐が強引に奪取したというような解釈は妥当ではなく、むしろこれらの寺社の側から、後醍醐に宝を献上することで、後醍醐との結びつきを強くしようとしたのではないか、と主張した。

### 後宇多の宗教政策を継承

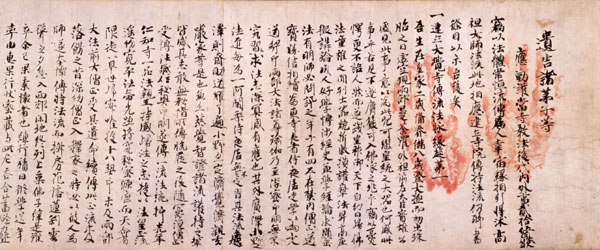
『後宇多天皇宸翰御手印遺告』（国宝、大覚寺蔵）。後醍醐父の後宇多もまた真言密教への傾倒が著しかった。

第二に、奥書で文観が醍醐寺座主や東寺座主の肩書を名乗っている点が注目される。このことは文観の弟子が著した『瑜伽伝灯鈔』（正平20年/貞治4年（1365年））など南朝由来の文書には見られるが、他の現存文書では基本的にこの時期の醍醐寺・東寺の長は、北朝の三宝院賢俊である。しかし、内田は、南朝元首の腹心がこのように名乗るからには、ただの自称として済ましてしまうのもまた難しいと主張している。
内田は、文観は京都から離れた吉野の地にいるので名目上に過ぎないとはいえ、少なくとも南朝内での正式な醍醐寺座主・東寺座主に補任されていたのではないか、と推測している。文観と賢俊のどちらか一方が「正統な」醍醐寺座主なのではなく、南朝の天皇と北朝の天皇が同時にいたように、南朝の醍醐寺座主と北朝の醍醐寺座主が同時に存在した、という風に考える方が、南北朝の内乱を理解しやすいのではないか、としている。
また、文観が「東寺長者」ではなく、後醍醐の父の後宇多天皇が新設した「東寺座主」に任じられた、と奥書で書かれているのも特徴である。内田は、後醍醐天皇の宗教政策は父が敷いた路線を継承していることが見て取れるとしている。

### 文観と賢俊の関係

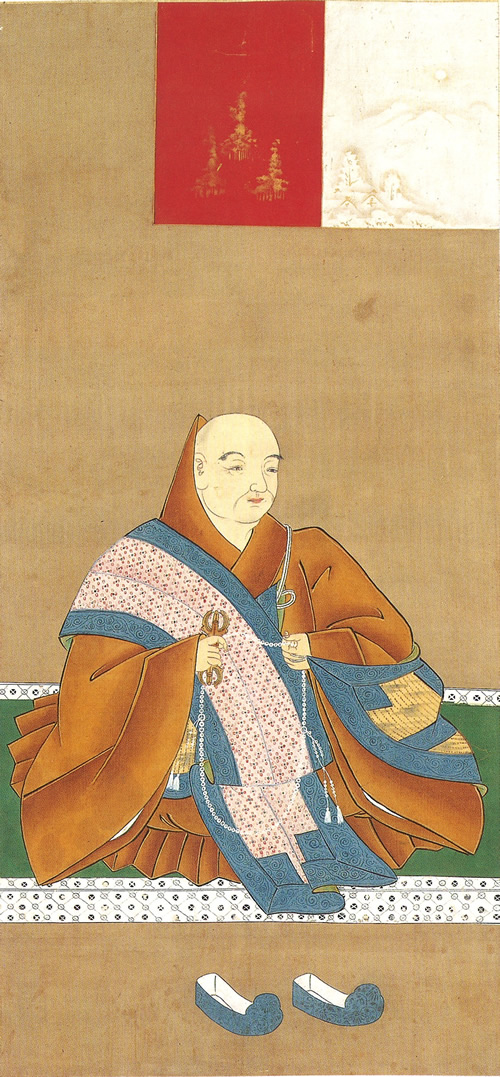
三宝院賢俊像、絹本著色掛幅装、室町時代。

第三に、文観が本作品の原本を醍醐寺から借りて返却した、という事実から、当時の宗教界の政治関係を読み解くことができる。
後代の史料では、後醍醐天皇の護持僧である文観は、足利尊氏の護持僧である賢俊と激しく対立し、そのため醍醐寺では文観の報恩院と賢俊の三宝院との間で、南朝と北朝の代理戦争の様相を呈していたと言われている。例えば、『続伝統広録』「大僧正賢俊伝」では邪僧の文観を駆逐して正しい教えを取り戻した立派な僧が賢俊であると、勧善懲悪的な文脈で対決が物語られる。
しかし、内田によれば、同時代史料のみを用いる限り、文観と賢俊の間に対立関係は見いだせないという。一つ目に、『瑜伽伝灯鈔』（正平20年/貞治4年（1365年））によれば、賢俊は文観から付法を受けている（師の一人を文観としている）ので、文観から弟子の賢俊に座主が移るのは特段不自然なことではない。二つ目に、賢俊が文観に替わって醍醐寺座主になったのは延元元年/建武3年（1336年）6月で、尊氏が京都を占拠する8月の2ヶ月前のことである。つまり、文観から賢俊への交代は後醍醐天皇の治世下でなされており、「尊氏の後援を受けた賢俊が文観を醍醐寺から追い出した」という認識も実証的には否定される。三つ目に、文観は、本作品に加えて、『弘法大師二十五箇条御遺告』という醍醐寺の重宝中の重宝（後世に偽書と判明）を吉野に一時的に持ち出したことがあり、その時も（北朝側の）醍醐寺座主の賢俊は止めようとすればできたはずだが、特に両者で争った形跡はない。
内田の推測によれば、文観と賢俊は対外的には敵対の立場にあったが、醍醐寺内部では別に両者は対立しておらず、醍醐寺は、南朝と北朝のどちらが勝っても良いように、文観と賢俊という両朝への代表を立てて巧妙に時流への対応をしていたのではないか、という。